# Autonomía (filosofía y psicología)
La autonomía (del griego auto, "uno mismo", y nomos, "norma") es un concepto moderno, procedente de la filosofía y, más recientemente, de la psicología, que, en términos generales, expresa la capacidad de cada persona para darse reglas a sí misma o de tomar decisiones sin intervención ni influencias externas. Se opone a heteronomía.
En el ámbito filosófico, se integra entre las disciplinas que estudian la conducta humana.

## Autonomía y libertad
La autonomía es ser responsable de sí mismo, y encara el problema de cómo se comporta la persona ante sí misma y la sociedad. Se ha estudiado tradicionalmente en la filosofía bajo el binomio libertad-responsabilidad, de manera que su opuesto sería el binomio determinismo-libertad. Los análisis sobre la libertad (o libre albedrío como se denomina dentro de la tradición cristiana) recorren la historia de la filosofía desde sus inicios, y cobran especial importancia a partir de la introducción de la noción de pecado durante la expansión del Cristianismo. Eso explica que la cuestión de la libertad no haya sido analizada con la misma abundancia durante la Antigüedad clásica que durante las épocas posteriores.[cita requerida]  Los planteamientos más recientes en el campo de la autonomía se deben a Jean Piaget y a su discípulo Lawrence Kohlberg.[cita requerida]

## Autonomía y psicología

### La autonomía según Kant
Immanuel Kant (1724-1804) definió la autonomía mediante tres temas relativos a la ética contemporánea. En primer lugar, la autonomía como el derecho de uno a tomar sus propias decisiones excluyendo cualquier interferencia de otros. En segundo lugar, la autonomía como la capacidad de tomar tales decisiones a través de la propia independencia mental y tras una reflexión personal. En tercer lugar, como una forma ideal de vivir la vida de forma autónoma. En resumen, la autonomía es el Derecho moral que uno posee, o la capacidad que tenemos para pensar y tomar decisiones por uno mismo proporcionando cierto grado de control o poder sobre los acontecimientos que se desarrollan dentro de la vida cotidiana.
El contexto en el que Kant aborda la autonomía es en relación con la teoría moral, planteando cuestiones tanto fundacionales como abstractas. Él creía que para que haya moralidad, debe haber autonomía. "Autónomo" deriva de la palabra griega autonomos  donde 'auto' significa uno mismo y 'nomos' significa gobernar (nomos: como puede verse en su uso en nomárchēs que significa jefe de la provincia). La autonomía kantiana también proporciona un sentido de autonomía racional, lo que significa simplemente que uno posee racionalmente la motivación para gobernar su propia vida. La autonomía racional implica tomar tus propias decisiones, pero no puede hacerse únicamente en aislamiento. Se requieren interacciones racionales cooperativas tanto para desarrollar como para ejercer nuestra capacidad de vivir en un mundo con otros.
Kant argumentó que la moralidad presupone esta autonomía (en alemán: Autonomie) en los agentes morales, ya que los requisitos morales se expresan en imperativos categóricos. Un imperativo es categórico si emite un mandato válido independiente de los deseos o intereses personales que proporcionarían una razón para obedecer el mandato. Es hipotético si la validez de su mandato, si la razón por la que se puede esperar que uno lo obedezca, es el hecho de que uno desea o está interesado en algo más que la obediencia al mandato implicaría. "No conduzcas a gran velocidad por la autopista si no quieres que te pare la policía" es un imperativo hipotético. "Está mal infringir la ley, así que no vayas a toda velocidad por la autopista" es un imperativo categórico. La orden hipotética de no circular a alta velocidad por la autopista no es válida para ti si no te importa que te pare la policía. La orden categórica es válida en cualquier caso. Cabe esperar que los agentes morales autónomos obedezcan la orden de un imperativo categórico aunque carezcan de un deseo o interés personal en hacerlo. Sin embargo, queda abierta la cuestión de si lo harán.
El concepto kantiano de autonomía suele malinterpretarse, dejando de lado el importante punto de la autosujeción del agente autónomo a la ley moral. Se piensa que la autonomía se explica plenamente como la capacidad de obedecer un mandato categórico independientemente de un deseo o interés personal en hacerlo -o peor aún, que la autonomía es "obedecer" un mandato categórico independientemente de un deseo o interés natural; y que la heteronomía, su opuesto, es actuar en su lugar por motivos personales del tipo al que se hace referencia en los imperativos hipotéticos.
En su Fundamentación de la metafísica de la moral, Kant aplicó el concepto de autonomía también para definir el concepto de persona y dignidad humana. La autonomía, junto con la racionalidad, son vistas por Kant como los dos criterios para una vida con sentido. Kant consideraría que una vida vivida sin estos no merece la pena ser vivida; sería una vida de valor igual a la de una planta o un insecto. Según Kant la autonomía es parte de la razón por la que hacemos a los demás moralmente responsables de sus acciones. Las acciones humanas son moralmente dignas de alabanza o culpa en virtud de nuestra autonomía. Los seres no autónomos como las plantas o los animales no son culpables debido a que sus acciones no son autónomas. La posición de Kant sobre el crimen y el castigo está influenciada por sus puntos de vista sobre la autonomía. Lavar el cerebro o drogar a los criminales para que se conviertan en ciudadanos respetuosos con la ley sería inmoral, ya que no se estaría respetando su autonomía. La rehabilitación debe buscarse de forma que se respete su autonomía y dignidad como seres humanos.

### La autonomía según Piaget
Jean Piaget estudió el desarrollo cognitivo de los niños, analizándolos durante sus juegos y mediante entrevistas, estableciendo (entre otros principios) que el proceso de maduración moral de los niños se produce en dos fases: la primera de heteronomía y la segunda de autonomía:[cita requerida]
- Razonamiento heterónomo: Las reglas son objetivas e invariables. Deben cumplirse literalmente, porque la autoridad lo ordena, y no caben excepciones ni discusiones. La base de la norma es la autoridad superior (padres, adultos, el Estado), que no ha de dar razón de las normas impuestas ni ha de cumplirlas en todo caso. Existe una tendencia demostrada a las sanciones expiatorias y a identificar el error como una falta, así como a la búsqueda indiscriminada de un culpable (pues una falta no puede quedar sin castigo), de manera que es admisible el castigo del grupo si el culpable no aparece. Además, las circunstancias pueden llegar a castigar al culpable.[cita requerida]

- Razonamiento autónomo: Las reglas son producto de un acuerdo y, por tanto, pueden modificarse. Se pueden someter a interpretación, y caben excepciones y objeciones. La base de la norma es la propia aceptación, y su sentido ha de explicarse. Las sanciones han de ser proporcionales a la falta, asumiéndose que en ocasiones las ofensas pueden quedar impunes, de manera que el castigo colectivo es inadmisible si no se encuentra al culpable. Las circunstancias no pueden castigar a un culpable.[cita requerida]

El tránsito de un razonamiento a otro se produce durante la pubertad.[cita requerida]

### La autonomía según Kohlberg
El psicólogo estadounidense Lawrence Kohlberg (1927-1987) continúa los estudios de Piaget, planteando dilemas morales a diferentes adultos y ordenando las respuestas. Sus estudios recogieron información de diferentes latitudes para eliminar la variabilidad cultural, y se centraron en el razonamiento moral, y no tanto en el comportamiento o sus consecuencias. A través de entrevistas a chicos adolescentes y jóvenes, que debían intentar resolver "dilemas morales", Kohlberg profundizó en el desarrollo de los estadios del desarrollo moral. Las respuestas que daban podían ser una de dos cosas. O bien elegían obedecer una determinada ley, figura de autoridad o norma de algún tipo, o bien elegían llevar a cabo acciones que sirvieran a una necesidad humana pero que a su vez rompieran esta norma o mandato dado.
Sus estudios recogieron información de diferentes latitudes (Estados Unidos, Taiwán, México) para eliminar la variabilidad cultural, y se centraron en el razonamiento moral, y no tanto en la conducta o sus consecuencias. De esta manera, Kohlberg estableció tres estadios de moralidad, cada uno de ellos subdividido en dos niveles. Se leen en sentido progresivo, es decir: a mayor nivel, mayor autonomía.
El dilema moral más popular era el de la mujer de un hombre que se acercaba a la muerte debido a un tipo especial de cáncer. Como el medicamento era demasiado caro para obtenerlo por su cuenta, y como el farmacéutico que lo descubrió y vendió no sentía compasión por él y sólo quería beneficios, lo robó. Kohlberg pregunta a estos adolescentes (de 10, 13 y 16 años) si creen que eso es lo que debería haber hecho el marido o no. Por lo tanto, en función de sus decisiones, dieron respuestas a Kohlberg sobre razonamientos y pensamientos más profundos y determinaron lo que valoran como importante. Este valor determinaba entonces la "estructura" de su razonamiento moral.
Kohlberg estableció tres estadios de moralidad, cada uno de los cuales se subdivide en dos niveles. Se leen en sentido progresivo, es decir, niveles más altos indican mayor autonomía.
- Estadio preconvencional: las normas se cumplen o no, en función de las consecuencias hedonistas o físicas.[5]
  - [Nivel 0: Juicio Egocéntrico: No existe un concepto moral independiente de los deseos individuales, incluida la falta de concepto de normas u obligaciones].[6]
  - Nivel 1: Orientación egocéntrica o castigo-obediencia: La norma se obedece sólo para evitar el castigo. Las consecuencias físicas determinan la bondad o la maldad y se acata el poder sin cuestionarlo, sin respeto por el valor humano o moral, ni por el significado de estas consecuencias. La preocupación es por uno mismo. (ejemplo: No le pego a mi compañero de pupitre porque, si no, me castigan.).
  - Nivel 2: Orientación individualista o instrumental-relativista: La moral es individualista y egocéntrica. Existe un intercambio de intereses pero siempre bajo el punto de vista de la satisfacción de las necesidades personales. Los elementos de equidad y reciprocidad están presentes pero se interpretan de forma pragmática, en lugar de una experiencia de gratitud o justicia. Egocéntrico por naturaleza, pero empieza a incorporar la capacidad de ver las cosas desde la perspectiva de los demás. La norma se cumple para obtener un premio (ejemplo: Hago mis tareas escolares porque así mis padres me compran una moto.).

- Estadio convencional/conformidad con el rol: las normas se cumplen en función del orden establecido. Se obedecen las reglas de acuerdo con las convenciones establecidas de una sociedad.[5]
  - Nivel 3: Orientación Buen Chico-Niña Buena o gregaria: La moral se concibe de acuerdo con el rol social estereotipado. Se obedecen las normas para obtener la aprobación del grupo inmediato y las acciones correctas se juzgan en función de lo que agradaría a los demás o daría la impresión de que uno es una buena persona. Las acciones se evalúan en función de las intenciones. La norma se cumple para satisfacer a los demás (Debo ser buen chico, para que mis padres se sientan orgullosos de mí.).
  - Nivel 4: Orientación hacia la ley y el orden o comunitarista: La moral se juzga de acuerdo con la autoridad del sistema o las necesidades del orden social. Se da prioridad a las leyes y al orden. La norma se cumple para mantener el orden social (Debo cumplir con mi función dentro de la sociedad.).

- Estadio postconvencional/Principios Morales Autoaceptados: las normas se cumplen en función de la aceptación individual y de los valores que comportan. Las normas de comportamiento moral están interiorizadas. La moral se rige por el juicio racional, derivado de una reflexión consciente sobre el reconocimiento del valor del individuo dentro de una sociedad convencionalmente establecida.[5][6]
  - Nivel 5: Orientación relativista o hacia el contrato social: Existen derechos individuales y normas que se han establecido legalmente como valores universales básicos. Las normas se acuerdan mediante procedimientos y la sociedad llega a un consenso a través de un examen crítico en beneficio del bien común. Las normas se cumple en función de un consenso, y no se pueden desobedecer (Debo respetar las normas en beneficio común y en función de un consenso voluntario.).
  - Nivel 6: Orientación hacia los principios universales: Los principios éticos abstractos se obedecen a nivel personal, además de las normas y convenciones sociales. Se interiorizan los principios universales de justicia, reciprocidad, igualdad y dignidad humana y, si no se viven de acuerdo con estos ideales, se siente culpa o autocondena. La norma se cumple cuando respetan valores universales y, si no, se desobedecen (Cualquier acción se basa en el respeto de la dignidad de los demás o, de lo contrario, es legítima la desobediencia.)

Kohlberg afirma que los niños viven en el primer estadio, mientras que apenas un 20 por ciento de los adultos llegan al nivel 5, y solamente un 5 por cuento alcanzan el nivel 6.[cita requerida]
A pesar de las críticas contra el modelo de Kohlberg, hoy en día goza de amplio consenso y reconocimiento.[cita requerida]

### La autonomía según Audi
Robert Audi caracteriza la autonomía como el poder autogobernado de hacer valer las razones para dirigir la propia conducta e influir en las propias actitudes proposicionales.: 211–2  Tradicionalmente, la autonomía sólo se refiere a cuestiones prácticas. Pero, como sugiere la definición de Audi, la autonomía puede aplicarse para responder a razones en general, no sólo a razones prácticas. La autonomía está estrechamente relacionada con la libertad, pero ambas pueden separarse. Un ejemplo sería un preso político que se ve obligado a hacer una declaración a favor de sus oponentes para garantizar que sus seres queridos no sufran daños. Como señala Audi, el preso carece de libertad pero sigue teniendo autonomía, ya que su declaración, aunque no refleje sus ideales políticos, sigue siendo una expresión de su compromiso con sus seres queridos.: 249 
La autonomía suele equipararse a la autolegislación en la tradición kantiana. La autolegislación puede interpretarse como el establecimiento de leyes o principios que deben seguirse. Audi está de acuerdo con esta escuela en el sentido de que debemos hacer valer las razones de un modo basado en principios. Responder a las razones por mero capricho puede seguir considerándose libre, pero no autónomo.: 249, 257  El compromiso con principios y proyectos, por otro lado, proporciona a los agentes autónomos una identidad a lo largo del tiempo y les da un sentido del tipo de personas que quieren ser. Pero la autonomía es neutral en cuanto a los principios o proyectos que respalda el agente. Así, diferentes agentes autónomos pueden seguir principios muy distintos.: 258  Pero, como señala Audi, la autolegislación no es suficiente para la autonomía, ya que las leyes que no tienen ningún impacto práctico no constituyen autonomía.: 247–8  Es necesaria alguna forma de fuerza motivacional o poder ejecutivo para pasar de la mera autolegislación al autogobierno. Esta motivación puede ser inherente al propio juicio práctico correspondiente, posición conocida como internalismo motivacional, o puede llegar al juicio práctico externamente en forma de algún deseo independiente del juicio, como sostiene el externalismo motivacional.: 251–2 
En la tradición Humean, los deseos intrínsecos son las razones a las que debe responder el agente autónomo. Esta teoría se denomina instrumentalismo. Audi rechaza el instrumentalismo y sugiere que deberíamos adoptar una postura conocida como objetivismo axiológico. La idea central de esta perspectiva es que los valores objetivos, y no los deseos subjetivos, son las fuentes de la normatividad y, por tanto, determinan lo que los agentes autónomos deben hacer.: 261ff 

## Autonomía en la educación
- El autor Neil Selwyn en su texto "Internet y educación" (2013)[16]se refiere al cambio radical que ha tenido el modo de aprendizaje en las personas, puesto que internet convierte este proceso en algo más individualizado que años anteriores. Internet ofrece bastantes posibilidades de aprendizaje, el sujeto puede elegir los métodos, las formas y la naturaleza de lo que quieren aprender, además de poder elegir el lugar y los tiempos. Por lo anterior, entonces, la educación se ha vuelto un aspecto que cada individuo puede controlar a su merced. De hecho, parece que quienes son usuarios de esta forma de aprendizaje, tienen una capacidad para organizar su propio contenido educativo sin tener seguir las normas de un sistema formativo. El autor también menciona el valor que le otorgan algunos pedagogos al aumento de la responsabilidad en los individuos a la hora de tomar decisiones en cuanto a materia educativa y asumir las consecuencias de dicha elección. La formación mediante internet exige un alto grado de autonomía; de este compromiso depende el éxito en el aprendizaje del sujeto. También se aclara que esta idea del estudiante autónomo y responsable se basa en un supuesto no realista en el que todos los individuos tiene la capacidad de actuar autónomamente en su diario vivir.
- Selwyn (2013), también hace alusión a cómo la tecnología se ha convertido en un medio de privatización de la educación, porque, si bien es un gran posibilitador, solo una parte de la sociedad tiene el privilegio de trabajar completamente de forma autónoma. De cualquier forma, el autor llega a la conclusión de que estos nuevos métodos abren grandes oportunidades a sus usuarios.
- Neil, menciona cómo la autonomía e individualización que se observa en dicha educación virtual se puede convertir en una forma de aprender menos intima y desconectada, al mismo tiempo se pierde la experiencia y aportes que ofrece estudiar en un aula presencial rodeado de compañeros, también se pierden ciertas reflexiones que se ofrecen ajenas a las propias.